# Seznam ulic v Piranu
Seznam cest in ulic v Piranu

## B
- Bolniška ulica+   - zemljevid 2

## D
- Dantejeva ulica+  (Dante Alighieri) - zemljevid 2

## F
- Frančiškov trg+  (Frančišek Asiški) - zemljevid 2 (tudi Ribiški trg)

## M
- Marxova ulica+  (Karl Marx) - zemljevid 2
- Miljska ulica+  (Milje, Tržaški zaliv) - zemljevid 2

## P
- Prvomajski trg
- Pusterla+   - zemljevid 2

## R
- Rozmanova ulica  (Franc Rozman - Stane) - zemljevid 2

## S
- Savudrijska ulica+  (Savudrija) - zemljevid 2
- Stjenkova ulica  (Bojan Polak-Stjenka) - zemljevid 2

## T
- Tartinijev trg  (Giuseppe Tartini) - zemljevid 2
- Trg bratstva
- Trubarjeva ulica+  (Primož Trubar) - zemljevid 2
- Turšičev trg

## U
- Ulica IX. korpusa  (9. korpus NOVJ) - zemljevid 2
- Ulica svobode+  (svoboda) - zemljevid 2

## V
- Vegova ulica+  (Jurij Vega) - zemljevid 2
- Vodnikov trg+  (Valentin Vodnik) - zemljevid 2

## Ž
- Židovski trg+  (Judje) - zemljevid 2